# Episodi di Vi presento i miei (seconda stagione)
La seconda stagione della sitcom Vi presento i miei è andata in onda negli USA dal 2 marzo 2011 al 22 agosto 2012 sul canale TV Land.
| nº | Titolo originale         | Titolo italiano             | Prima TV USA   | Prima TV Italia   |
| -- | ------------------------ | --------------------------- | -------------- | ----------------- |
| 1  | Gate Gate                | Il cancello della discordia | 2 marzo 2011   | 25 agosto 2011    |
| 2  | The Tell-Tale Cart       | L'incidente                 | 9 marzo 2011   | 1º settembre 2011 |
| 3  | Workin' Man              | Un lavoro per David         | 16 marzo 2011  | 8 settembre 2011  |
| 4  | Secrets and Lies         | Segreti e bugie             | 23 marzo 2011  | 15 settembre 2011 |
| 5  | Up North                 |                             | 26 giugno 2012 |                   |
| 6  | The Dates                |                             | 3 luglio 2012  |                   |
| 7  | Poker Face               |                             | 10 luglio 2012 |                   |
| 8  | The Grifters             |                             | 18 luglio 2012 |                   |
| 9  | My Dinner with Alan      |                             | 25 luglio 2012 |                   |
| 10 | The Apartment            |                             | 1º agosto 2012 |                   |
| 11 | The Break-Up             |                             | 8 agosto 2012  |                   |
| 12 | Knocked Up               |                             | 15 agosto 2012 |                   |
| 13 | The Proposal             |                             | 22 agosto 2012 |                   |
| 14 | My Best Friend's Wedding |                             | 29 agosto 2012 |                   |